# Bruce Allen (Spieleautor)
Bruce Allen (* 22. August 1957) ist ein deutscher Spieleautor und Softwareentwickler aus Marburg.

## Leben
Bruce Allen lebt seit 1965 in Deutschland und ist als Softwareentwickler tätig. In seiner Freizeit entwickelt er seit den frühen 1980er Jahren Brettspiele. Sein größter Erfolg bisher ist das 2009 im Zoch Verlag erschienene Spiel Tobago. Dieses fand sich unter anderem auf der Empfehlungsliste zum Spiel des Jahres 2010 und wurde auf den vierten Platz beim Deutschen Spielepreis gewählt.      